# Reinhold Werner (Maler, 1864)
Reinhold Werner (* 27. Februar 1864 in Frankfurt am Main; † 2. April 1939 ebenda) war ein deutscher Maler und Zeichner, Genre- und Landschaftsmaler. Er lernte an der Städelschule bei Johann Heinrich Hasselhorst und Jakob Gustav Kaupert.
Sein Werk umfasst Studien aus dem bürgerlichen Leben Frankfurts und Umgebung. Zum Ende seines Lebens war er Ehrenpräsident der Frankfurter Künstlergesellschaft.

Arbeiter bei der Mahlzeit

Seine Genrestudien erfreuen sich heute noch einer gewissen Beliebtheit, z. B. nutzt die Apfelwein-Kelterei Höhl einen Ausschnitt eines Werner-Gemäldes von 1906, auf dem zwei Zecher dargestellt sind.